# Frans Netscher

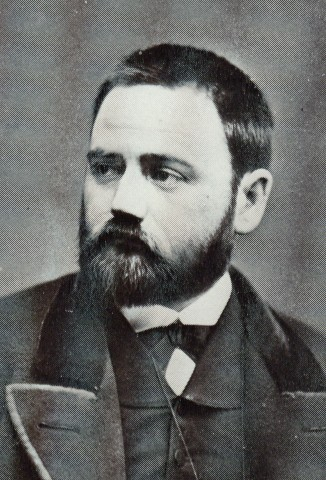
Frans Netscher (1885)

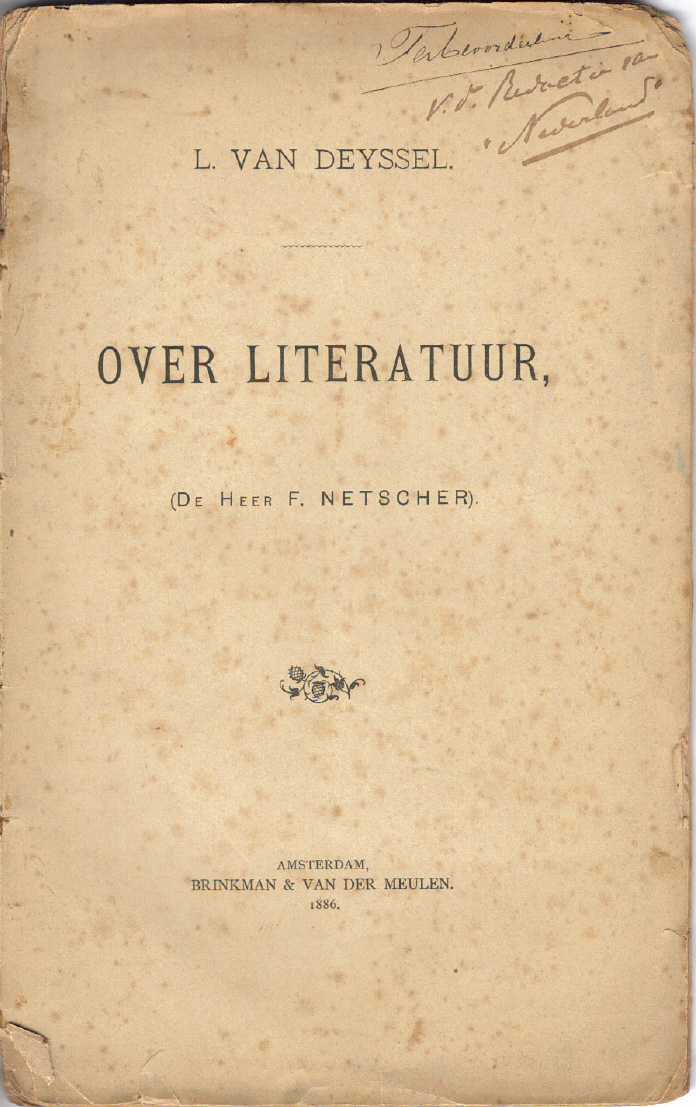
Omslag van Over literatuur (1886)

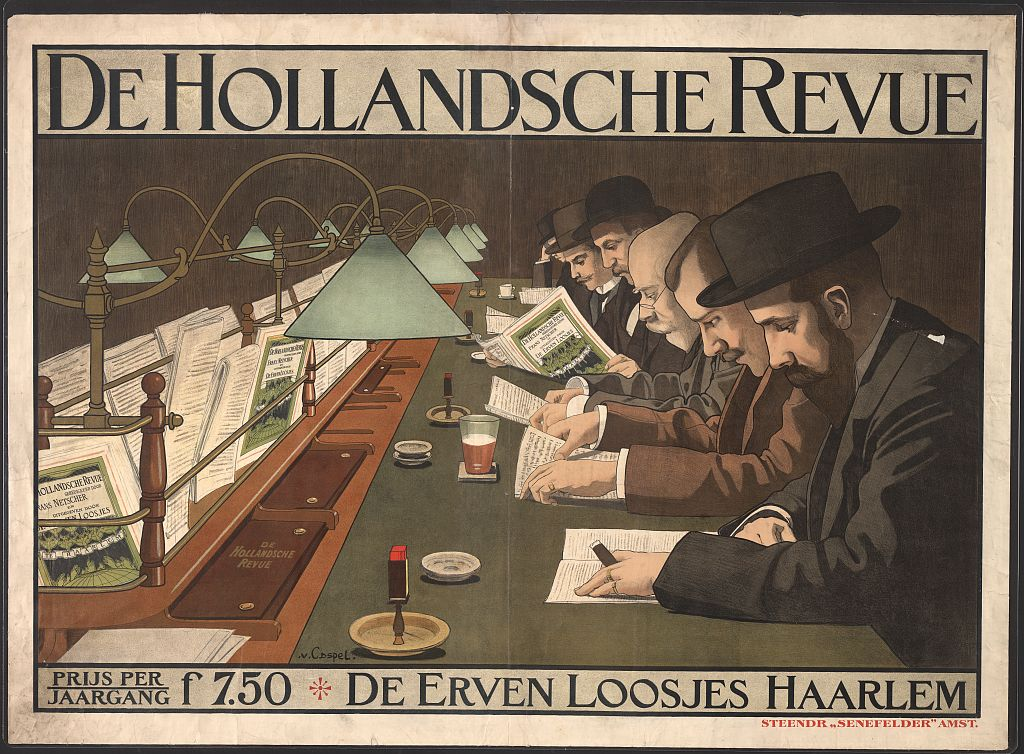
Affiche voor de Hollandsche Revue (J.G. van Caspel) (1910)

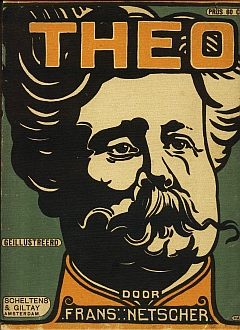
Omslagtekening van Theo (Albert Hahn) (1911)

Franciscus Cristianus Johannes (Frans) Netscher (Den Haag, 30 april 1864 – Haarlem, 19 november 1923) was een Nederlandse letterkundige en journalist.

## Familie
Netscher was een lid van de familie Netscher en een zoon van Franciscus Henricus Johannes Netscher (1817-1878), resident van Pekalongan, en diens volle nicht Catharina Michiela Johanna Netscher (1824-1903). Netscher trouwde op 19 april 1900 in Rotterdam met de uit Londen afkomstige Emily Smith (St John's Wood, 31 maart 1864 – Haarlem, 20 november 1924). Het huwelijk bleef kinderloos.

## Levensloop
Door Jan ten Brink, zijn leraar Nederlands op de Hoogere Burger School aan het Bleijenburg 38 in Den Haag (dezelfde HBS, waar Louis Couperus en J. van Oudshoorn schoolgingen), raakte Netscher in de ban van de literatuur. Hij ontdekte het Franse naturalisme en correspondeerde met enkele Franse auteurs die dit genre beoefenden, zoals Émile Zola. Rond 1884 wijdde hij er een aantal artikelen aan, in navolging van zijn vriend Arij Prins, die eveneens tot het naturalisme bekeerd was. De Gids weigerde ze, wat zijn aversie tegen de gevestigde literaire elite van die dagen vergrootte.
Het verzoek van Willem Paap om mee te werken aan een op te richten tijdschrift, De Nieuwe Gids geheten, waarin nieuwe literaire stromingen tot gelding konden komen, kwam Netscher dan ook zeer gelegen. In de eerste jaargang publiceerde hij er enkele schetsen en een kritisch stuk over Justus van Maurik. Het kwam echter al spoedig tot een verwijdering tussen hem en Van Deyssel, prominent medewerker van De Nieuwe Gids. Die meende dat Netscher met zijn bijdragen aan het blad een rol voor zich opeiste die Van Deyssel reeds voor zichzelf had gereserveerd: van degene die het naturalisme in Nederland had geïntroduceerd. Hij wijdde er zelfs een afzonderlijke brochure aan: Over literatuur (1886, opgenomen in Van Deyssels 1ste bundel Verzamelde Opstellen, p. 41-97).
Wellicht speelde mee, dat Van Deyssel eerder het onder pseudoniem verschenen debuut van Netscher (Studiën in onze Tweede Kamer, in 1884 in het tijdschrift "Nederland") welwillend had besproken, onwetend dat de auteur Netscher was en voelde hij zich "in de maling" genomen, terwijl Netscher dacht dat hij bij de gezaghebbende Van Deyssel op onbeperkt krediet kon rekenen. Misschien ook ging achter Van Deyssels aanval stille bewondering schuil: zijn eigen impressie van een parlement (zij het dan het Franse) is opgenomen in "Het Ik" ("Bezoek aan de politiek", onder meer herdrukt in Van Deyssels 8ste bundel Verzamelde Opstellen, 1905). In ieder geval was deze controverse voor Netscher reden De Nieuwe Gids de rug toe te keren. Hij overwoog zelfs de oprichting van een nieuw tijdschrift, samen met Willem Paap, die het daar ook niet lang had uitgehouden. Het bleef echter bij een voornemen. Netschers vroege werk, waaronder genoemd debuut, is gebundeld in wat tevens zijn belangrijkste literaire werk is: Studie's naar het naakt model (1886).
Gerijpt door deze en andere ervaringen kreeg Netschers publicistische arbeid een journalistiek karakter. Als stenograaf van de Tweede Kamer kon hij zich achter de coulissen van politiek Den Haag begeven. In 1889 verscheen In en om de Tweede Kamer. Parlementaire portretten en schetsen, een half literair, half journalistiek werk, dat ook nu nog zeer leesbaar is. Hetzelfde geldt voor Uit ons Parlement. Portretten en schetsen uit de Eerste en Tweede Kamer, dat in 1890 verscheen.
Ook sport trok hem aan: hij deed aan schaatsen en wielrennen. Het schijnt dat hij in de laatste discipline zelfs prijzen heeft gewonnen, hoewel ongetwijfeld minder dan Jaap Eden, de sportheld uit die dagen (1893-96), die hij zakelijk ter zijde stond. Van 1891 tot 1900 was Netscher hoofdredacteur van De Kampioen, het orgaan van de in 1884 opgerichte Algemeene Nederlandsche Wielrijdersbond, de huidige belangenbehartiger van de automobilist.
Hij schreef in 1899 Uit mijne sportportefeuille, vermoedelijk het eerste Nederlandstalige boek waarin serieus over de wielersport werd geschreven.
Zelf richtte Netscher ook een tijdschrift op, zij het geen letterkundig, De Hollandsche Revue (1896-1936), een maandblad van algemeen cultureel karakter, waarvan hij enig redacteur was, en het jarenlang geheel alleen volschreef. Daarnaast was hij ook politiek actief: in 1901 was hij betrokken bij de oprichting van de Vrijzinnig-Democratische Partij. In Santpoort, waar hij sinds 1900 woonde, was hij lid van de gemeenteraad en wethouder. In 1906 en 1909 werd hij door de Vrijzinnig Democraten twee maal kandidaat gesteld voor de Tweede Kamer, overigens zonder dat hij een zetel behaalde. Ook de literatuur liet hem niet geheel los: in 1913 keerde hij bij De Nieuwe Gids terug, ditmaal als redacteur, wat hij tot zijn dood in 1923 zou blijven.